# Skyline, Minnesota
Skyline là một thành phố thuộc quận Blue Earth, tiểu bang Minnesota, Hoa Kỳ. Năm 2010, dân số của thành phố này là 289 người.

## Dân số
- Dân số năm 2000: 330 người.
- Dân số năm 2010: 289 người.